# Sprężarka spiralna

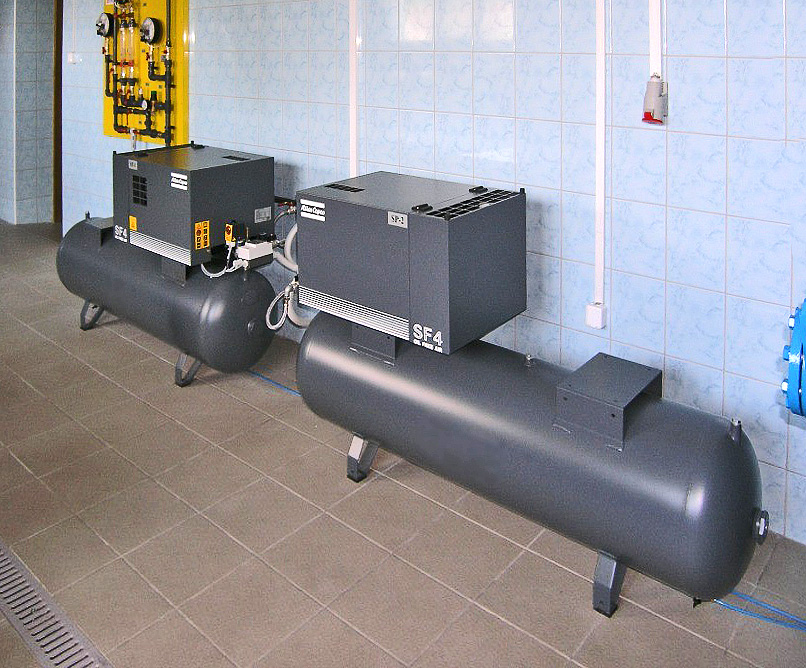
Sprężarka spiralna

Zasada działania sprężarki spiralnej, mechanizm oparty na zasadzie działania spirali Archimedesa

Sprężarka spiralna (nazywana również sprężarką mimośrodową), to typ sprężarki wyporowej, w której sprężanie odbywa się dzięki współpracy dwóch spirali. Jedna spirala jest nieruchoma, podczas gdy druga porusza się ruchem mimośrodowym, nie obracając się, dzięki czemu przestrzeń między spiralami zmniejsza się od otworu ssawnego do otworu tłocznego.

## Historia
Pomimo iż idea sprężarki spiralnej nie jest nowa, jednak urządzenie to jest odzwierciedleniem stosunkowo młodej i nowoczesnej technologii. Data opatentowania pierwszej sprężarki spiralnej sięga roku 1905. Pierwszą na świecie sprężarkę spiralną zaprojektował francuski inżynier – Léon Creux. Konstrukcja technologicznie wyprzedzała swoje czasy, jednak dopiero we wczesnych latach 70. XX wieku precyzja maszyn i technologii wytwórczej umożliwiła wyprodukowanie działającego prototypu tego urządzenia. Prace badawczo - rozwojowe w tej dziedzinie toczyły się dalej, głównie w Japonii i Stanach Zjednoczonych, a w połowie lat 80. zaczęto stosować sprężarki spiralne w aplikacjach związanych z chłodnictwem oraz HVAC. 
Dzisiaj sprężarki spiralne znajdują zastosowanie w wielu gałęziach przemysłu.

## Konstrukcja
Spirala ruchoma napędzana jest przez wałek korbowy o małym wykorbieniu i porusza się ruchem mimośrodowym względem środka spirali zamontowanej w stałym położeniu. 
Wlot powietrza umieszczony jest u góry obudowy elementu sprężającego. Jeżeli wirująca spirala porusza się to powietrze jest zasysane, zamykane w jednej z kieszeni powietrznych
i sprężane w kierunku środka spirali gdzie znajduje się wylot i zawór zwrotny. Cykl sprężania trwa poprzez 2,5 obrotu, co praktycznie powoduje stały przepływ powietrza bez pulsacji. 
Proces sprężania jest stosunkowo cichy, nie wywołujący drgań ponieważ w elemencie nie ma niemal żadnej zmiany momentu obrotowego w porównaniu do np. sprężarki tłokowej.
Ze względu na to, że nie dochodzi do kontaktu powierzchni metalowych spiral sprężających nie ma również konieczności smarowania olejowego w komorze sprężania. Dzięki temu technologia sprężania spiralnego gwarantuje wytwarzanie całkowicie bezolejowego sprężonego powietrza. Ponieważ element sprężający napędzany jest poprzez napęd pasowy nie trzeba stosować skrzyni przekładniowej. Dlatego można powiedzieć, że sprężarka spiralna jest całkowicie bezolejowa.

## Zastosowania
Sprężarki spiralne wykorzystywane są do zaawansowanych aplikacji, w których ważnymi elementami są elastyczność pracy i oszczędność energii. Sposób sterowania jest uzależniony od stopnia skomplikowania konstrukcji urządzenia i jego finalnego przeznaczenia. Dzięki prostemu systemowi sterowania start/stop można uniknąć poboru energii podczas pracy maszyny w stanie odciążania. W bardziej skomplikowanych konstrukcjach zastosowana zostałaTechnologia Zmiennego Przepływu dopasowująca wydatek sprężonego przepływu do jego poboru. Dzięki niewielkiej prędkości obrotowej spiralnych elementów sprężających, sprężarki spiralne są wyjątkowo ciche, co pozwala na ich instalowanie w każdym środowisku roboczym.
Urządzenia te najczęściej wykorzystywane są w urządzeniach chłodniczych i klimatyzacyjnych jako sprężarki czynnika ziębniczego oraz jako element sprężający powietrze w bezolejowych agregatach sprężarkowych znajdujących zastosowanie w przemyśle medycznym, farmaceutycznym elektronicznym, papierniczym i wielu innych.

## Niezawodność
Sprężarki spiralne to maszyny proste i niezawodne. Spiralna konstrukcja elementu sprężającego, w której ilość elementów ruchomych ograniczona została do minimum, zapewnia długi okres eksploatacji przy bardzo niewielkim zakresie obsługi technicznej. Sprężarki spiralne charakteryzują się kompaktową konstrukcją i wymagają bardzo małej powierzchni przeznaczonej do instalacji.